# Оксид золота(I)
Окси́д зо́лота(I) — бинарное неорганическое соединение металла золота и кислорода с формулой {\displaystyle {\ce {Au2O}}}. При стандартных условиях представляет собой неустойчивый фиолетовый порошок или синий гидрозоль.

## Получение
Взаимодействием хлорида золота(I) c гидроксидом калия при нагревании:
{\displaystyle {\ce {2 AuCl + 2 KOH ->[{\ce {t}}] Au2O v + 2 KCl + H2O}}}.
Кипячением дибромоаурата калия или димера хлорида золота(III) c гидроксидом калия:
{\displaystyle {\ce {2 K[AuBr2] + 2 KOH ->[{\ce {t}}] Au2O v + 4 KBr + H2O;}}}
{\displaystyle {\ce {Au2Cl6 + 6 KOH ->[{\ce {t}}] Au2O v + 6 KCl + 3 H2O + O2 ^}}}.
Действием дигидрата нитрата ртути(I) на раствор димера хлорида золота(III):
{\displaystyle {\ce {Au2Cl6 + 2 Hg2(NO3)2.2H2O ->[{\ce {-3 H2O}}] Au2O v + 2 HgCl2 + 2 Hg(NO3)2 + 2 HCl}}}.

## Физические свойства
Оксид золота(I) представляет собой неустойчивый фиолетовый порошок или синий гидрозоль. Соединение легко диспропорционирует при нагревании, поэтому его можно рассматривать как смесь {\displaystyle {\ce {Au}}} и {\displaystyle {\ce {Au2O3}}}.

## Химические свойства
Легко разлагается при нагревании на металлическое золото и оксид золота(III):
{\displaystyle {\ce {3 Au2O ->[{\ce {225 ^{o}C}}] 4 Au + Au2O3}}}.
Взаимодействует с концентрированным раствором соляной кислоты:
{\displaystyle {\ce {3 Au2O + 8 HCl -> 2 H[AuCl4] + 4 Au + 3 H2O}}}.
При взаимодействии с концентрированным раствором гидроксида аммония образуется вещество состава {\displaystyle {\ce {Au3N.NH3}}}, выпадающее в осадок чёрного цвета. Оно неустойчиво в горячей воде и взрывается при ударе.
Известно также соединение состава {\displaystyle {\ce {3Au2O.4NH3}}}, чёрного цвета, и также неустойчиво в воде и при нагревании.